# UTC+12:45
UTC+12:45 è un fuso orario, in anticipo di 12 ore e 45 minuti sull'UTC.

## Zone
È utilizzato nei seguenti territori:
- Nuova Zelanda :
  - Isole Chatham

## Geografia
Le isole Chatham sono una delle regioni del mondo in cui la differenza del fuso orario rispetto all'UTC non è un numero intero di mezze ore (le altre sono UTC+8:45, UTC+5:45, UTC+13:45).
L'ora solare media delle Chatam (43°59′S 176°27′E) è di circa 12 ore e 14 minuti in anticipo rispetto all'UTC, cioè circa 45 minuti in più rispetto alle isole principali della Nuova Zelanda. Inizialmente a UTC+11:30, queste ultime sono passate a UTC+12 nel 1941; allo stesso tempo le isole Chatham sono state similmente spostate a UTC+12:45 per conservare tale scarto di 45 minuti.

## Ora legale
Le isole Chatham, come il resto della Nuova Zelanda, osservano l'ora legale, passando a UTC+13:45. Il fuso orario UTC+12:45 è dunque utilizzato solo per una parte dell'anno.